# Stary Ogród w Radomiu
Stary Ogród – zabytkowy park miejski w Śródmieściu Radomia. Najstarszy park publiczny w Radomiu i jeden z najstarszych w Polsce.

## Lokalizacja
Park usytuowany jest w północno-zachodniej części radomskiego Śródmieścia i zajmuje obszar o powierzchni ok. 7 ha, ograniczony przez ulice Wernera, Mireckiego, Klementyny oraz plac Kotlarza. Przez park przepływa rzeka Mleczna, która zasila staw zlokalizowany w centralnej części założenia.

## Historia

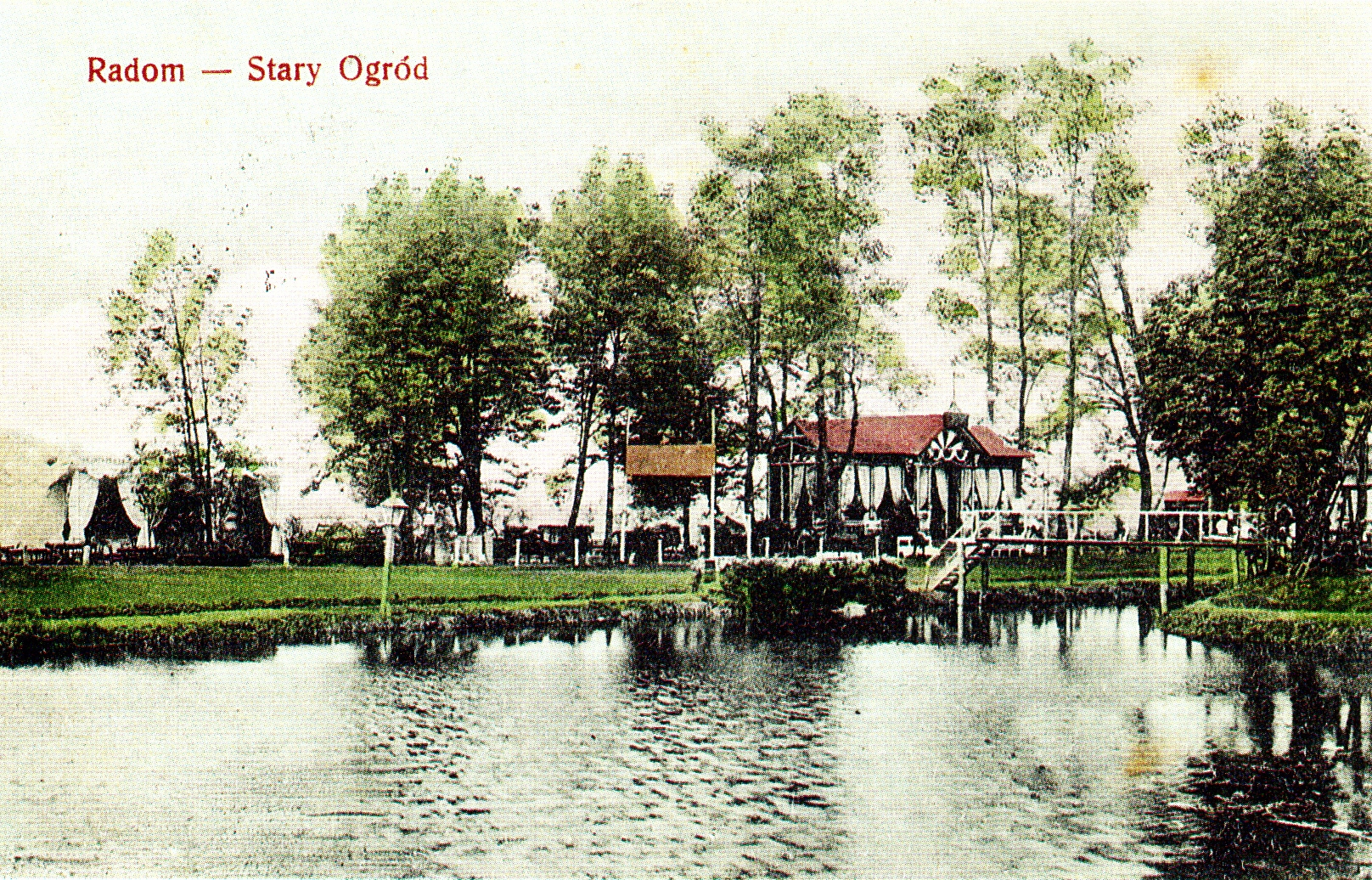
Restauracja w Starym Ogrodzie ok. 1900 roku.

Początki obecnego założenia parkowego sięgają 1820 roku. Wówczas namiestnik królewski, gen. Zajączek, dokonując rewizji miasta polecił zlokalizować na łąkach położonych za dawnym szpitalem św. Ducha nowy ogród spacerowy. Zrealizowany w latach 1822–1824 park stał się jedną z głównych ozdób miasta. Założenie oparto na wzorcach angielskich. Wejście główne do parku zlokalizowano od strony Grobli Mlecznej (obecna ulica Okulickiego) – z półokrągłego placu rozchodziły się w kierunku północnych cztery promieniste aleje, pomiędzy którymi wytyczono swobodnie biegnące ścieżki. W centralnej części założenia zlokalizowano ozdobny staw z wysepką, zasilany wodą z rzeki Mlecznej, której koryto biegnie przez park. Ogród obsadzono drzewami pochodzącymi m.in. z hodowli książąt Czartoryskich z Puław. W owym czasie w parku odbywały się liczne koncerty, festyny czy wystawy. Dwukrotnie na terenie Starego Ogrodu odbyła się Wystawa Rolno-Przemysłowa (w 1885 oraz 1899 roku). W 1899 roku otwarto w parku restaurację. Podczas I wojny światowej południową część parku przeznaczono pod budowę obiektów sportowych. W okresie międzywojennym nie nastąpiły zasadnicze zmiany w wyglądzie Starego Ogrodu. Zmianę przyniosła okupacja niemiecka w okresie II wojny światowej, kiedy to park zdewastowano poprzez zlokalizowanie na jego obszarze magazynu materiałów budowlanych (na jego terenie ukryto m.in. elementy zdemontowanego z polecenia Niemców mauzoleum Dionizego Czachowskiego). W 1946 roku przeprowadzono gruntowną renowację parku, który powiększono w kierunku północno-zachodnim. W 1949 roku park otrzymał imię marszałka Rokossowskiego. W 1967 roku, w związku z poszerzeniem ulicy Mireckiego, obszar parku został zmniejszony (w takim kształcie założenie przetrwało do dziś). W 2014 roku park Stary Ogród przeszedł gruntowną renowację. Zbudowano nowe alejki, plac zabaw, miejsce na rozgrywki szachowe i ścieżkę rowerową we wschodniej części parku. Na środku stawu znajduje się niewielka wysepka, na której ustawiono budki lęgowe dla ptaków wodnych. W popularnym wśród wędkarzy zbiorniku żyje wiele gatunków ryb, m.in.: karaś srebrzysty, płoć, bass wielkogębowy, szczupak, karp, sumik karłowaty.

## Pomniki
W parku znajdują się pomnik ks. Romana Kotlarza i dąb Jana Pawła II.

## Zieleń
Pierwotny drzewostan parku jest częściowo zachowany. Na oryginalne nasadzenia składały się jesiony, klony i lipy. Obecnie dominują topole, klony, jesiony, kasztanowce i robinie.